# 大舞台戲院

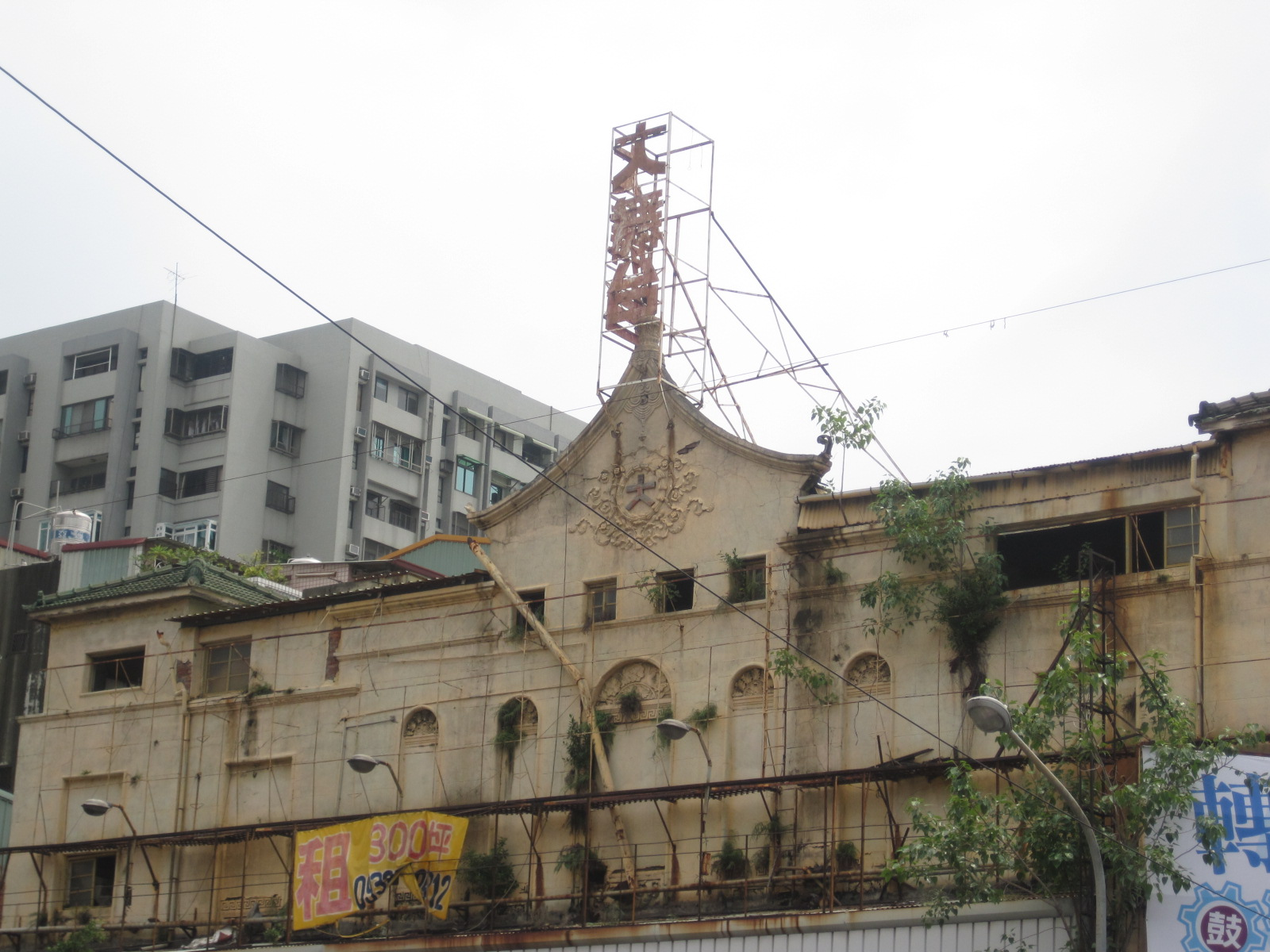
大舞台戲院正面山牆，現已不存。

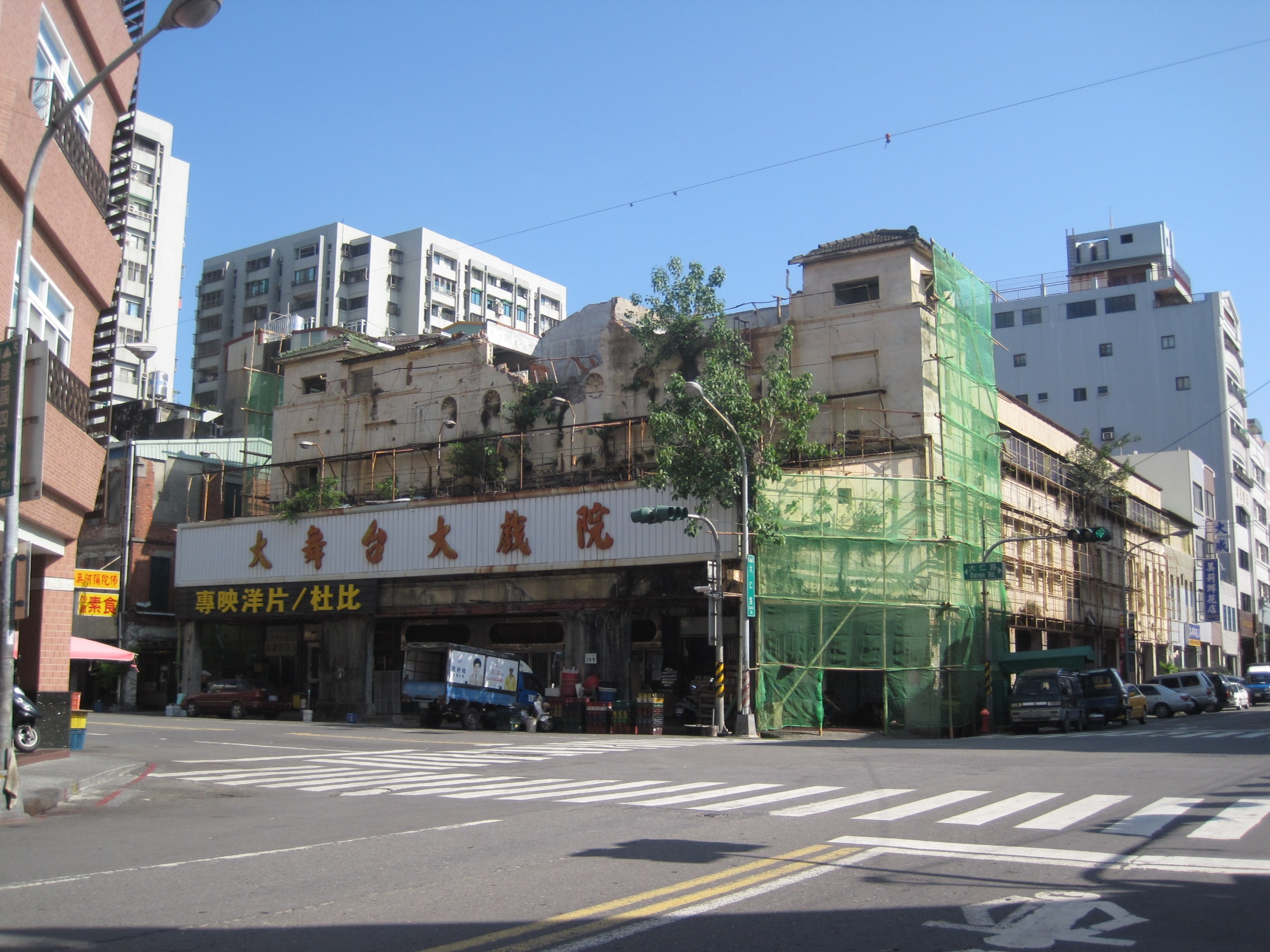
山牆被毀的大舞台戲院

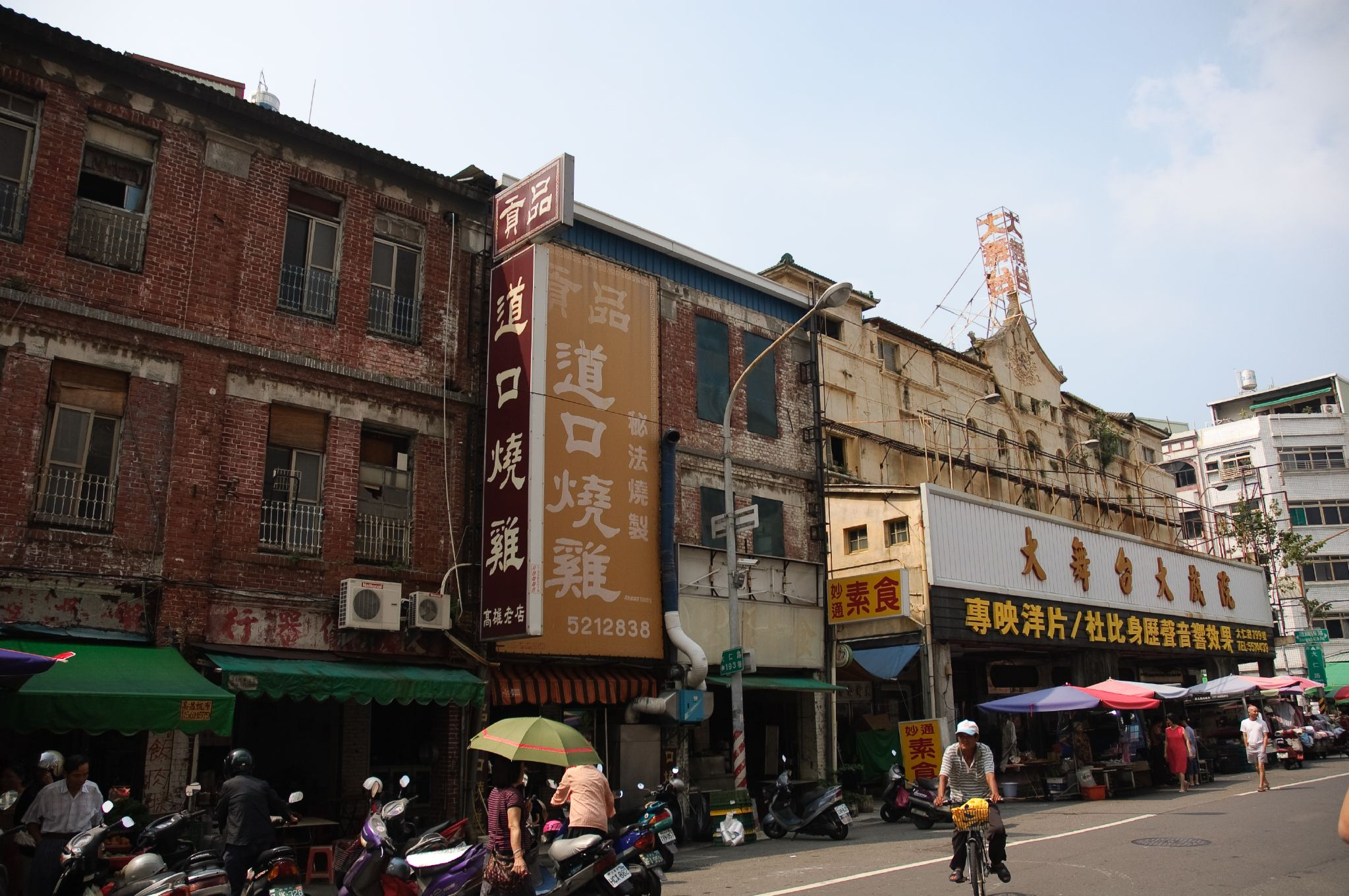
外觀（右側即大舞台戲院）

大舞台戲院是一間位於高雄市鹽埕區的已歇業電影院，其建築外觀特殊，正面中央山牆上有花草徽飾。該影院於1999年（民國88年）3月結束營業後，建築物處於閒置狀態。
2011年10月11日時，戲院山牆被發現在未申請拆除執照的情況下遭到拆除破壞，高雄市文化局表示此行為有違法之虞，而當地居民與柴山會也予以關切。而後高雄市文化局組成暫定古蹟處理小組將該建物指定為暫定古蹟，以爭取時間協商，但在經過一年之後因業主堅決不願該建物成為古蹟，故最後高雄市文資委員會決議不指定古蹟，大舞台戲院的暫定古蹟地位在2012年10月24日到期。2013年7月時，由於大舞台戲院已經出售，經所有權人同意後，高雄市文化局將會保存外牆的花鳥紋飾與戲院內的文物。戲院建築於2013年10月24、25日進行拆除，現已不存。

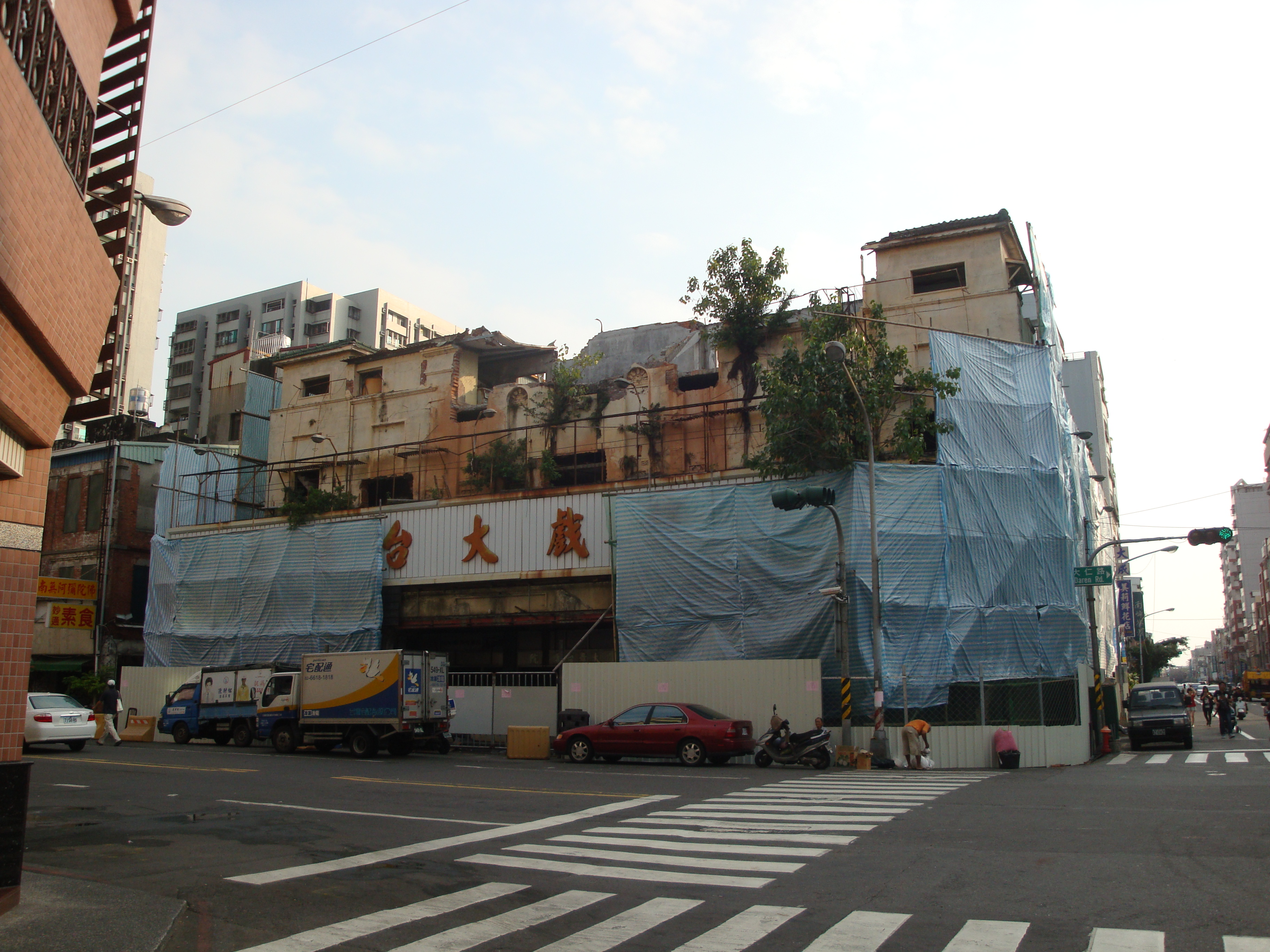
大舞台戲院拆除前一個禮拜

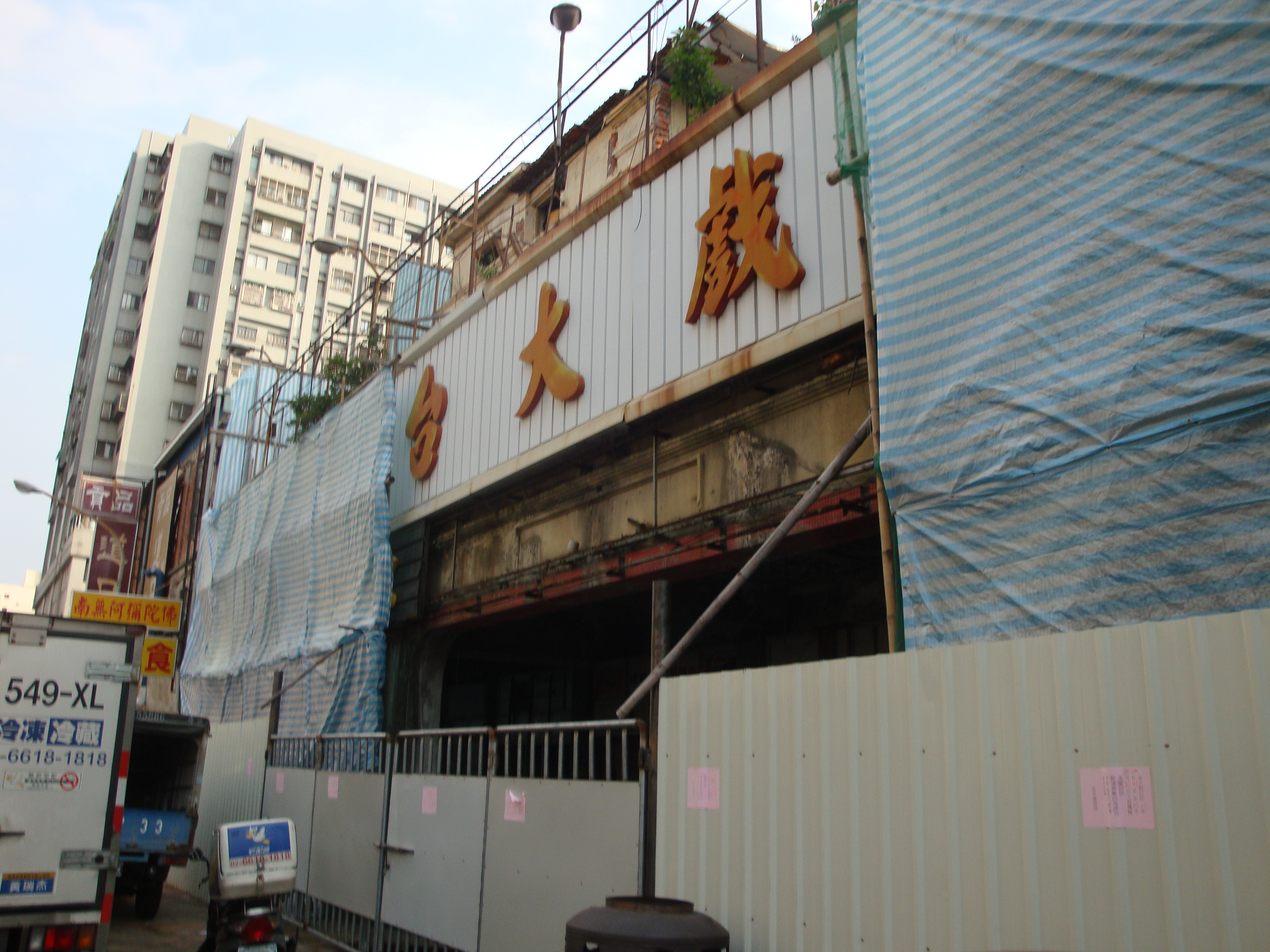
大舞台戲院入口處

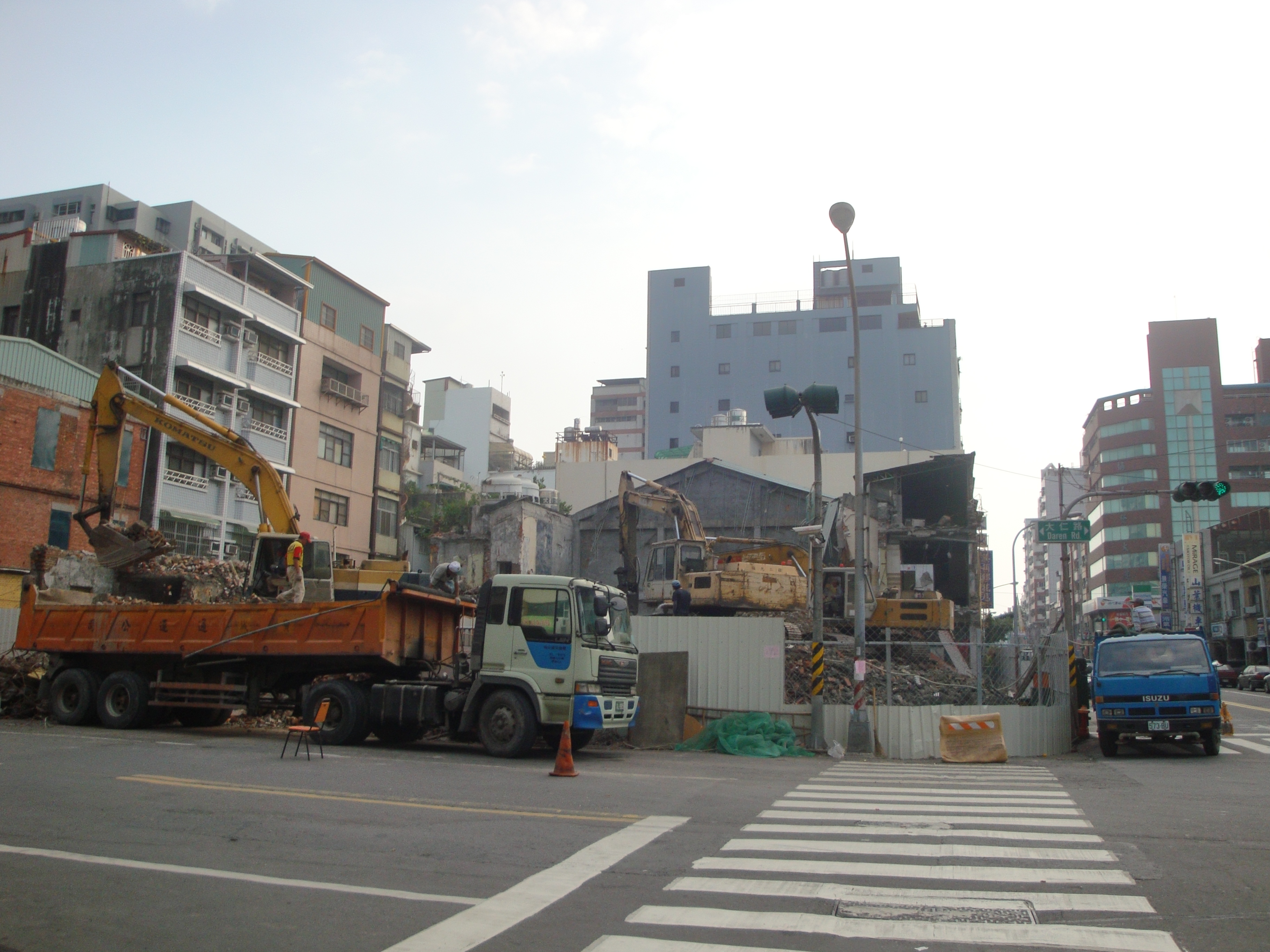
大舞台戲院拆除後

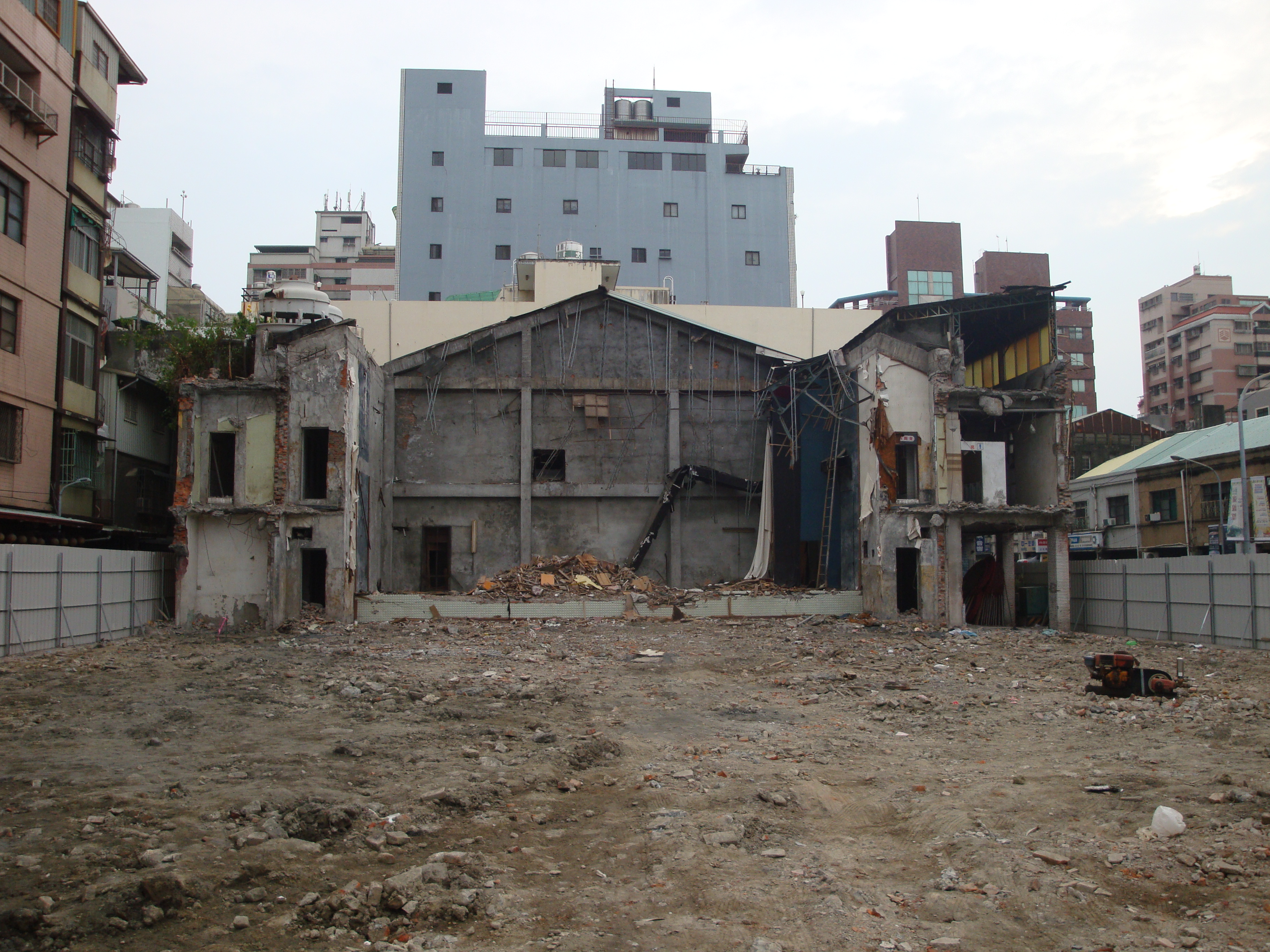
大舞台戲院拆除後的空地

## 沿革
該戲院所在的位置於臺灣日治時期時是「高雄製冰株式會社」，毀於第二次世界大戰的戰火中。戰後此戲院於民國三十六年（1947年）由出身澎湖的建築師蕭佛助所設計建造，負責人則是陳寶銳，最初是一間主要上演歌仔戲的戲院，直到民國三十九年（1950年）年底才租給林啟東作為一間專門放映電影的戲院。

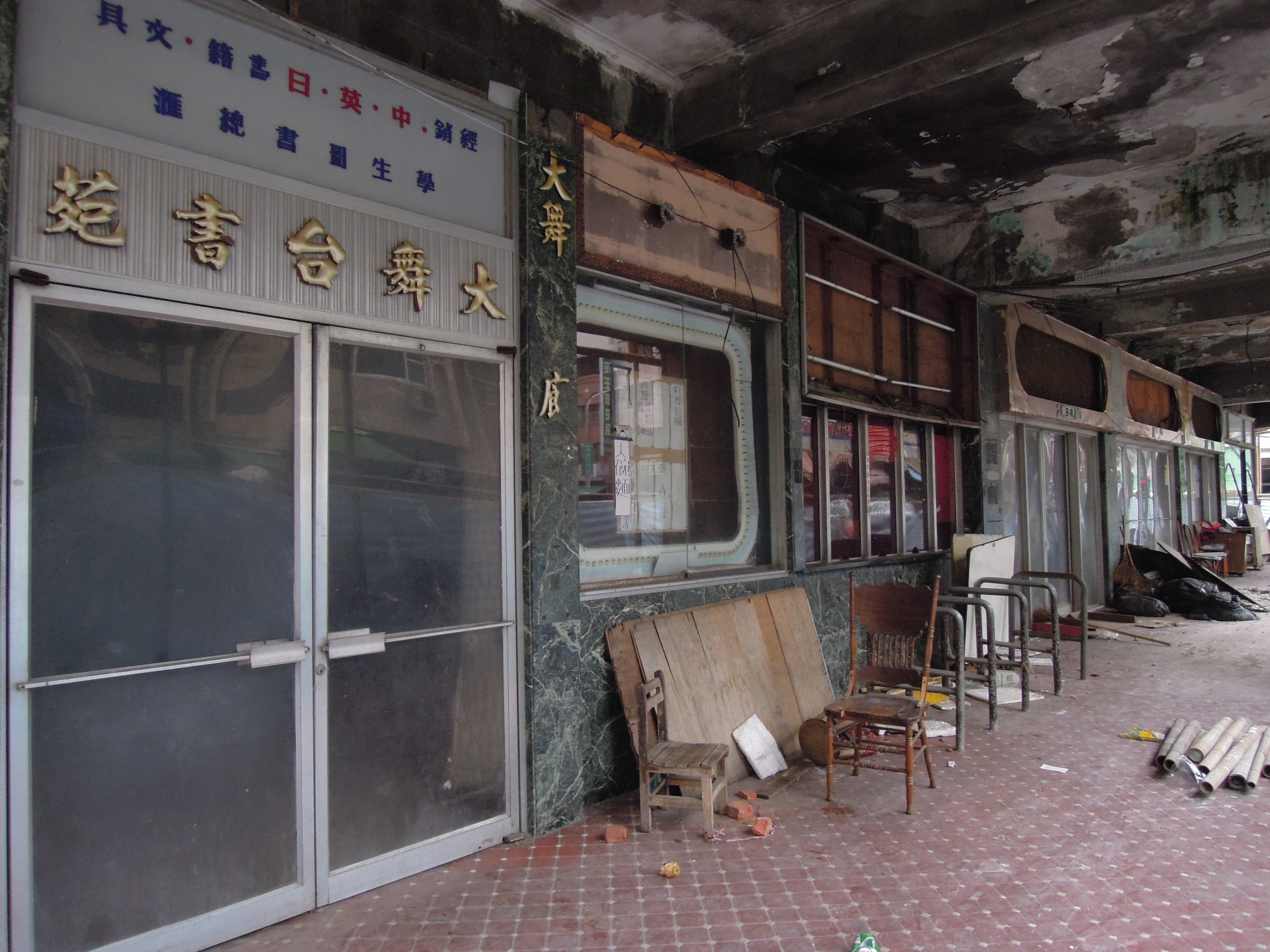
大舞台戲院騎樓，左側為大舞台書苑入口。

後來到了民國四十二年（1953年），前臺灣省議員郭國基將此戲院收回自營，內部器材從美國製改為從日本進口的新式機械，專門放映如《太陽浴血記》、《春殘夢斷》等洋片，而該戲院也成為當時極為知名的戲院。後來到了民國五十九年（1970年），原為老師的郭家媳婦林月姮改任該戲院的經理，為因應電影業的蕭條，她便結合電影藝術、文化與娛樂，在戲院裡設置了電影圖書書苑「大舞台書苑」，吸引青年影迷研究電影。這項措施獲得了成功，令大舞台戲院的票房為當時全國之冠，北部戲院業者亦南下參訪。而林月姮任職至到民國六十四年（1975年）後，離開了大舞台戲院。
隔年（1976年）8月15日，當戲院正在上映《偷襲珍珠港 虎、虎、虎》時，因施工不慎，導致火災，外觀與主要結構雖未毀損，但內部設備皆被燒毀。戲院在民國七十一年（1980年）進行整修，之後改以多廳式經營，主要放映西片。之後該戲院繼續經營到民國八十八年（1999年）3月1日時才停止營業。
該建物曾在2005年、2006年提報高雄市文化資產審議委員會審議是否列為文化資產，但因建物已是火災之後重建而非原物，且所有權者無意願而未通過。後來在2011年10月12日因前一天山牆被拆除所引發的爭議，被指定為暫定古蹟。而在經過大約一年之後，因業主表達不願意該建物被指定為古蹟的意思，高雄市文資委員會於2012年10月5日決議不予指定，而大舞台戲院的暫定古蹟地位則在經過一次展延後於同年10月25日到期。2013年10月24、25日，大舞台戲院建築進行拆除作業，現已不存，而拆除過程由盧昱瑞導演以長時間縮時攝影拍攝記錄下來
現址為高雄友友建設新建案。

## 建築風格
大舞台戲院造型獨特，建築風格主要受到折衷主義（Eclecticism）的建築樣式影響，折衷主義建築模仿歷史上各種風格，或自由組合各種建築形式，講求比例均衡、對稱，日治末期到戰後初期台灣的戲院建築，除了折衷主義影響，也常強調以「垂直束狀」做為立面元素，大舞台戲院建築對稱、幾何為主導的量體結構，立面以山形牆及凸形階退的手法呈現，加上比例狹長的窗櫺及水平裝飾線腳，亦是受到日治遺風影響，但加入了為獨特的裝飾題材，具有十足的台灣趣味，在台灣的戲院建築中可說是獨樹一格的。
大舞台戲院建築的視覺重點，是由中央塔樓的山形牆（Pediment）立面，引導至女兒牆，再到兩翼上，呈現漸次下降的豐富樣貌。山形牆兩簷呈現弧形曲線，外觀形狀接近於台灣傳統建築中常見的「人字規壁」，山形牆內裝飾並非古典樣式，山尖處有類似「脊墜」的構件，西洋花環（Garland）中央置一「大」字代表大舞台戲院，花環邊飾有捲草紋，極富台灣式的建築語彙趣味，山形牆與女兒牆有簷口的線腳裝飾和尾端的捲草紋裝飾。後來戲院整修時於屋頂上增建，已不易看出正面凸形階退呈現出漸次下降的視覺效果。

## 爆破戲爭議
臺灣偶像劇真的漢子劇組在2013年3月4日向產權人借用戲院拍攝爆破戲，從戲院右方塔樓窗戶噴出煙霧，民眾見狀通報高雄市文化局，當地「柴山會」等團體對此不滿。而後根據高雄市文化局與該戲劇製作人曲全立的說法，是該劇組是自行向戲院借用場地，申請步驟合法，且所使用的爆破手法是利用空氣壓縮放出滑石粉，從大舞台戲院三樓沒有玻璃的窗框噴出的「氣爆」，而非使用火藥的「火爆」，而民眾看到飛灑而出的東西是保麗龍；另外拍攝完成後劇組也儘速現場恢復原狀，並未造成毀損。

## 相關書籍
1. 《海埔十七番地-高雄大舞台戲院》：謝一麟、陳坤毅編寫，此書為全臺第一本專門研究單一戲院歷史等資料的書籍
2. 《建構繁榮城市的巧手：蕭佛助的建築物語》：陳坤毅編寫，介紹大舞台戲院的建築師蕭佛助的建築風格與生平與生前的建築作品

## 外部連結
- YouTube上的高雄/大舞台戲院，始於6分20秒（繁體中文）